# Hans von Dohnanyi
Hans von Dohnányi (født 1. januar 1902, død 8. eller 9. april 1945) var en tysk jurist af ungarsk herkomst, jødisk redningsmand og tysk modstander af nazi-regimet.

## Liv og virke
Hans von Dohnányis forældre er den ungarske komponist Ernő Dohnányi og hans kone, pianisten Elisabeth Kunwald. Efter at hans forældre blev skilt voksede han op i Berlin. Han gik på gymnasiet i bydelen Grunewald og blev ven med Dietrich Bonhoeffer og Klaus Bonhoeffer. Fra 1920 til 1924 studerede han jura i Berlin. I 1925 fik han en doktorgrad i jura med en afhandling om "International Lease-Treaty og Tjekkoslovakiets krav på dets pagt-område Moldauhafen i Hamborg Havn
Efter at have taget første afdeling i 1924 giftede han sig med Christel Bonhoeffer, en søster af en af hans venner fra skoledagene. I 1925 begyndte han at sætte tegn på "a" i sit efternavn (som var af ungarsk oprindelse). Han og hans kone fik tre børn: Klaus, Christoph og Barbara.
Dohnányi arbejdede i en kort periode i Hamborgs, og i 1929, begyndte en karriere i Tysklands justitsdepartement, fungerede som konsulent med titlen Anklager. I 1934 blev titlen ændret til Regierungsrat. I 1932 var han adjudant for Erwin Bumke, Reichsgerichtspräsident. (I denne tid var Tyskland fortsat officielt Deutsches Reich. Som rådgiver for Franz Gürtner fra 1934 til 1938 blev Dohnányi kendt med Adolf Hitler, Josef Goebbels, Heinrich Himmler og Hermann Göring. Han havde tilgang til justistdepartementets mest hemmelige dokumenter.

## Modstand
Ansporet af drabene af påståede ofre i 1934 i De lange knives nat, "legitimerede" drab udført efter offentlige ordrer, uden en retssag eller anklage, begyndte Dohnányi at opsøge kontakter i de tyske modstandskredse. Han noterede regimets forbrydelser, sådan at i tilfælde af et sammenbrud af det Tredje Rige ville han have beviser for disse forbrydelser. I 1938, da hans kritiske syn på den Nazi-racistiske politik blev kendt, havde Martin Bormann overført ham til Reichsgericht i Leipzig som rådgiver.
Kort tid før udbruddet af 2. verdenskrig blev Hans Oster indkaldt til Abwehr Oberkommando der Wehrmacht af Dohnányi. Wilhelm Canaris blev hurtigt et knudepunkt for modtandsaktiviteten mod Hitler. Dohnányi beskyttede Dietrich Bonhoeffer fra værnepligten ved at bringe ham ind i Abwehr, fordi Bonhoeffers mange økumeniske kontakter kunne være nyttige for Tyskland.
I 1942 gjorde Dohnányi det muligt for to jødiske advokater fra Berlin, Friedrich Arnold og Julius Fliess, at flygte med deres familier til Schweiz, forklædt som Abwehragenter. I alt 13 personer var i stand til at forlade Tyskland uden forhindringer, takket være Dohnányis forfalskninger og organisationen, kendt som U-7. Dohnányi drog i hemmelighed til Schweiz for at få dem godtaget som flygtninge. Han sørgede også for, at de fik penge til at forsørge sig selv med.
I slutningen af februar 1943 deltog Dohnányi i Henning von Tresckow's drabsforsøg mod Hitler og efterfølgende statskup. Bomben, som blev smuglet om bord Hitlers fly i Smolensk, var blevet fragtet til flyet af Dohnányi, men den eksploderede ikke.
Den 5. april 1943 blev Dohnányi arresteret på sit kontor af Gestapo efter anklager om påstået brud på valutaloven. Han havde overført jødiske opsparinger til en schweizisk bank. Både Bonhoeffer og Christel Dohnányi blev også arresteret, men Christel slap ud en uge senere.
Den militære dommer Karl Sack, medlem af modstandsbevægelsen, havde bevidst forsinket Dohnányis sag, men i 1944 blev Dohnányi sendt til koncentrationslejren Sachsenhausen. Hans deltagelse i 20. juli-attentatet kom til syne efter at planen mislykkedes. Også Gestapo fandt nogle af de dokumenter han tidligere havde opbevaret og gemt, og de bestemte sig for at Dohnányi var «den åndelige leder af konspirationen» mod Hitler. På Hitlers ordre, den 6. april 1945 blev han dømt til døden af en SS standret to eller tre dage senere (afhængig af kilde) henrettet ved hængning.

## Sagsbehandlingen efter krigen
Efter det nazistiske regimes fald blev lederen af standretten, Otto Thorbeck, og aktor, Walter Huppenkothen, anklaget i Vest-Tyskland for at have begået drab. Efter at Bundesgerichtshof (BGH) først havde frikendt ham ved en lavere domstol i to gange, forandrede den mening i 1956. Under den tredje behandling af sagen blev Thorbeck og Huppenkothen tiltalt, men frifundet for dere deltagelse i standretten.
På hundreårsdagen for Dohnányis fødsel i 2002 kaldte Bundesgerichtshofs præsident Günter Hirsch, dem, som havde dømt Dohnányi, til døden for «kriminelle, som kaldte sig dommere» Hirsch sagde, at 1956-dommen var skammelig, fordi som et resultat blev ikke en eneste en af dommerne i Nazi-epoken, som havde dømt 50 000 nazi-motstandere til døden, selv blev fundet skyldige efter krigen.
Den 23. oktober 2003 anerkendte Israel Dohnányi som en af de Retfærdige blandt nationerne for at redde Arnold og Fliess familier med fare for sit eget liv. Hans navn er indskrevet i væggen i Holocaust-mindecentret, Yad Vashem i Jerusalem.